# Bedford (district)
Pour les articles homonymes, voir Bedford.
Bedford est une autorité unitaire d'Angleterre située dans le Bedfordshire, qui a le statut de borough. Son siège est la ville de Bedford.

## Géographie
Bedford s'étend sur 476,4 km2 dans la partie nord du Berdfordshire.
Le district comprend les paroisses civiles suivantes :
| - Biddenham - Bletsoe - Bolnhurst and Keysoe - Bromham - Brickhill - Cardington - Carlton and Chellington - Clapham - Colmworth - Cople - Dean and Shelton - Eastcotts - Elstow - Felmersham - Great Barford - Great Denham | - Harrold - Kempston - Kempston Rural - Knotting and Souldrop - Little Barford - Little Staughton - Melchbourne and Yielden - Milton Ernest - Oakley - Odell - Pavenham - Pertenhall - Podington - Ravensden - Renhold - Riseley | - Roxton - Sharnbrook - Stagsden - Staploe - Stevington - Stewartby - Swineshead - Thurleigh - Turvey - Wilden, - Willington - Wixams - Wootton - Wyboston, Chawston and Colesden - Wilshamstead - Wymington |

## Histoire
Le district de Bedford est créé le 1er avril 1974, en vertu du Local Government Act 1972, par la fusion du borough de Bedford avec le district rural de Bedford et le district urbain de Kempston. Le 16 octobre 1975, il obtient une charte royale lui décernant le statut de borough sous le nom de Bedfordshire du Nord. Le 1er octobre 1992, il prend le nom de Bedford et devient une autorité unitaire en avril 2009.

## Démographie
| 2011    | 2021    |
| ------- | ------- |
| 157 479 | 185 761 |

## Politique et administration
Le district assume des responsabilités en matière d'éducation, de services sociaux et de transports. Il est dirigé par un maire et un conseil de 46 membres, élus pour un mandat de quatre ans.

### Liste des maires
| Période      | Période      | Identité       | Étiquette    | Qualité |
| ------------ | ------------ | -------------- | ------------ | ------- |
| 2002         | 2009 (décès) | Frank Branston | Indépendant  |         |
| octobre 2009 | mai 2023     | Dave Hodgson   | Lib Dems     |         |
| mai 2023     | en cours     | Tom Wootton    | Conservateur |         |